# 156 (numero)
Centocinquantasei (156)  è il numero naturale dopo il 155 e prima del 157.

## Proprietà matematiche
- È un numero pari.
- È un numero composto dai seguenti dodici divisori: 1, 2, 3, 4, 6, 12, 13, 26, 39, 52, 78, 156. Poiché la somma dei divisori (escluso il numero stesso) è 236 > 156, è un numero abbondante.
- È un numero semiperfetto in quanto pari alla somma di alcuni (o tutti) i suoi divisori.
- È un numero oblungo, ovvero della forma n(n+1).
- È un numero dodecagonale.
- È un numero di Harshad nel sistema di numerazione decimale.
- È un numero rifattorizzabile, essendo divisibile per il numero dei suoi divisori.
- È la somma di sei numeri primi consecutivi: 17 + 19 + 23 + 29 + 31 + 37 = 156.
- È parte delle terne pitagoriche (60, 144, 156), (65, 156, 169), (117, 156, 195), (133, 156, 205), (156, 208, 260), (156, 320, 356), (156, 455, 481), (156, 495, 519), (156, 667, 685), (156, 1008, 1020), (156, 1517, 1525), (156, 2025, 2031), (156, 3040, 3044) (156, 6083, 6085).
- È un numero palindromo e un numero a cifra ripetuta nel sistema posizionale a base 5 (1111).
- È un numero pratico.
- È un numero congruente.

## Astronomia
- 156P/Russell-LINEAR è una cometa periodica del sistema solare.
- 156 Xanthippe è un asteroide della fascia principale del sistema solare.

## Astronautica
- Cosmos 156 è un satellite artificiale russo.